# Xian de Zhanhua
Le xian de Zhanhua (沾化县 ; pinyin : Zhānhuà Xiàn) est un district administratif de la province du Shandong en Chine. Il est placé sous la juridiction de la ville-préfecture de Binzhou.

## Démographie
La population du district était de 381 146 habitants en 1999.